# Temps mort

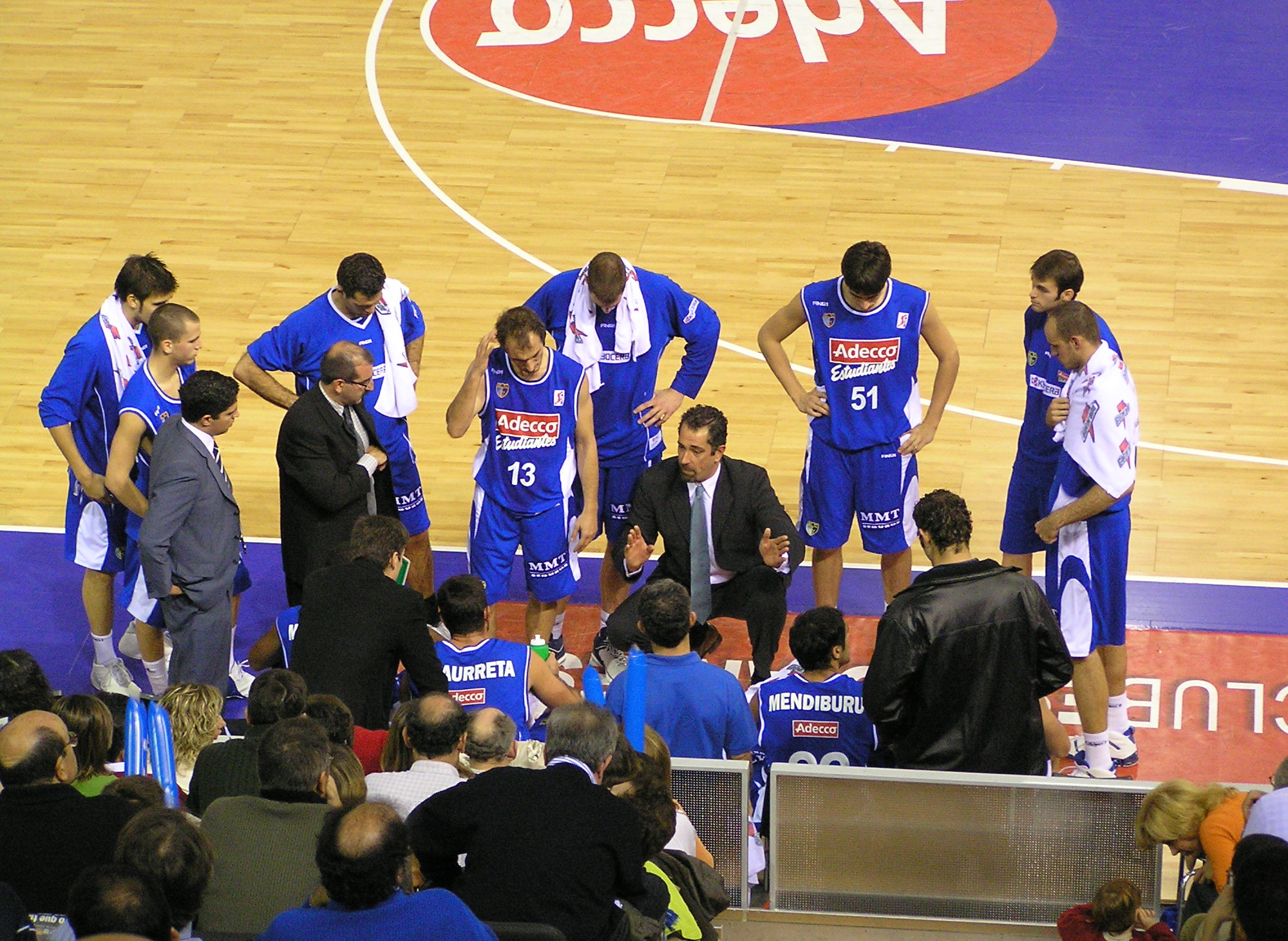
Equip de bàsquet reunit durant un temps mort

En esport, el temps mort és una interrupció del joc sol·licitada pel capità o l'entrenador per reunir-se amb l'equip i donar instruccions, reorganitzar la tàctica o donar ànims. La durada del temps mort depèn de la normativa de cada esport. És permès, per exemple, al bàsquet, al futbol americà, a l'handbol, a l'hoquei sobre gel, al tennis de taula, al futbol sala o al voleibol platja.
Al segle XXI algunes competicions van permetre interrupcions del joc per part dels mitjans de comunicació per emetre publicitat. La National Football League n'és un exemple.